# استون‌هام (کلرادو)
استون‌هام (به انگلیسی: Stoneham) یک منطقهٔ مسکونی در ایالات متحده آمریکا است که در شهرستان ولد، کلرادو واقع شده‌است. استون‌هام ۱٬۳۹۷ متر بالاتر از سطح دریا واقع شده‌است.